# Torchlight
Torchlight är ett action-datorrollspel släppt 2009 av Runic Games. En Mac OS-version gavs ut 2010. Spelet följer samma Hack 'n slash-formula som Diablo 2. Torchlight använder den fria grafikmotorn Ogre3D. Spelutvecklarna har släppt verktyg för att hjälpa vid modding. Torchlight 2 släpps den 20 september 2012.

## Klasser
Det finns tre olika klasser i spelet
- Vanquisher
- Destroyer
- Alchemist